# Dürnsrichtmühle
Dürnsrichtmühle ist ein Ortsteil der Gemeinde Fensterbach im Landkreis Schwandorf des Regierungsbezirks Oberpfalz im Freistaat Bayern.

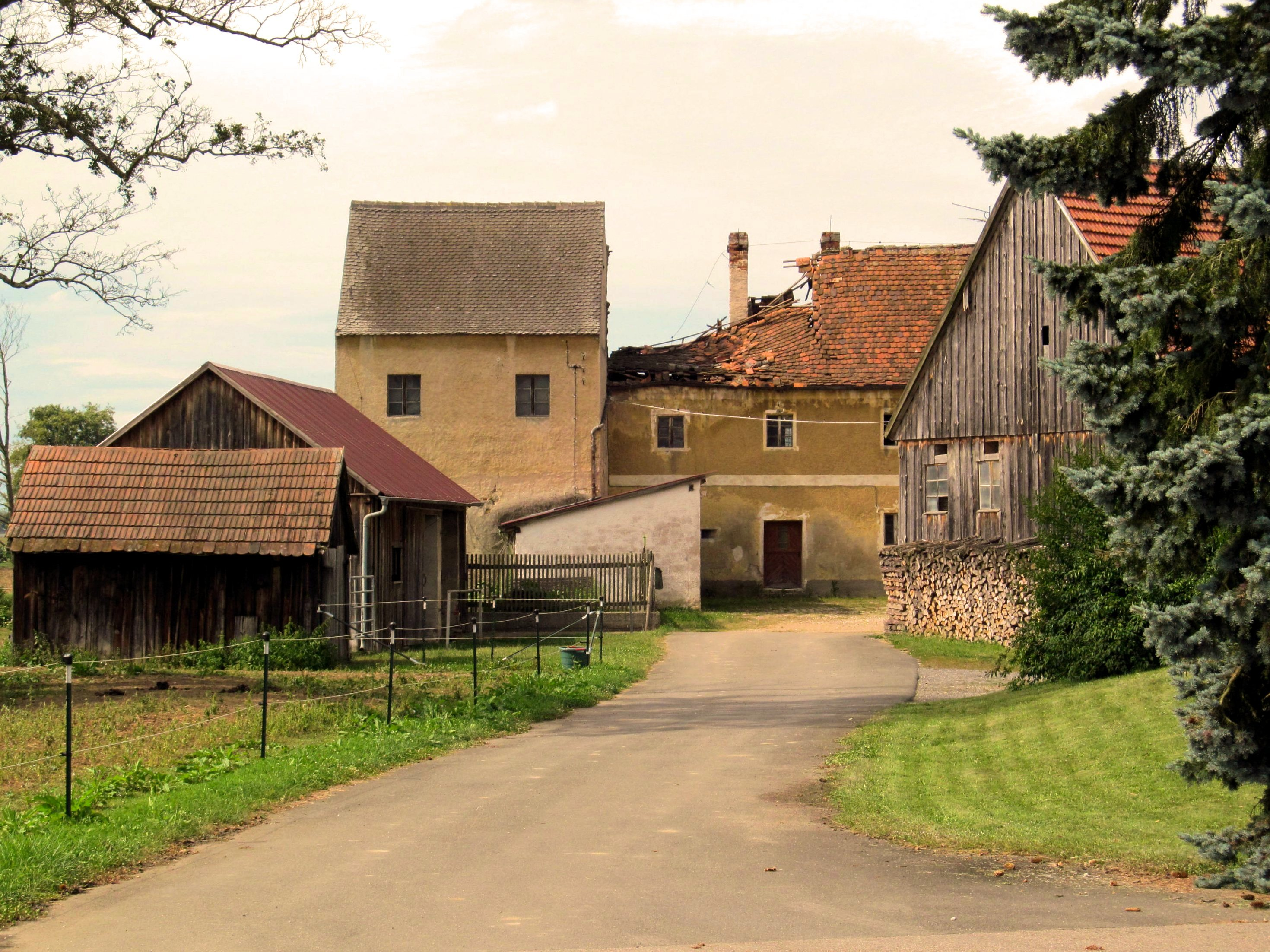
Dürnsrichtmühle

## Geografie
Dürnsrichtmühle liegt 900 Meter südlich der Staatsstraße 2151, 5,5 Kilometer südöstlich der Bundesautobahn 6, 6 Kilometer westlich der Bundesautobahn 93 und 2,8 Kilometer südöstlich von Wolfring, dem Sitz der Gemeinde Fensterbach. 250 Meter südlich von Dürnsrichtmühle fließt der Fensterbach in Richtung Südosten der Naab zu.

## Geschichte
Dürnsrichtmühle (auch: Dirnsrichter-Mühle) wurde zusammen mit Dürnsricht veranlagt. Als Mühle von Dürnsricht wurde sie bereits im Salbuch von 1513 aufgeführt, ebenso im Amtsverzeichnis von 1596, im Türkensteueranlagsbuch von 1606 und in den Herdstättenbüchern von 1721 und 1762. Sie bestand 1808 aus einem Anwesen mit Nebenhäusel. Als ihre Besitzer wurden Niklas Giehl und Adam Giehl genannt. Die Dürnsrichtmühle war eine Mahlmühle mit 2 Gängen.
1808 begann in Folge des Organischen Ediktes des Innenministers Maximilian von Montgelas in Bayern die Bildung von Gemeinden. Dabei wurde das Landgericht Nabburg zunächst in landgerichtische Obmannschaften geteilt. Dabei kam Dürnsrichtmühle zur Obmannschaft Dürnsricht. Zur Obmannschaft Dürnsricht gehörten: Dürnsricht, Wolfring, Knölling, Wolfringmühle, Dürnsrichtmühle, Wolfringer Klause.
Dann wurden 1811 in Bayern Steuerdistrikte gebildet. Dabei kam Dürnsrichtmühle zum Steuerdistrikt Dürnsricht. Der Steuerdistrikt Dürnsricht bestand aus den Dörfern Dürnsricht und Knölling, den Einöden Dürnsrichtmühle und Wolfringer Klause und der Waldung Kurnat. Er hatte 40 Häuser, 331 Seelen, 200 Morgen Äcker, 70 Morgen Wiesen, 12 Morgen Holz, 2 Weiher, 13 Morgen öde Gründe und Wege, 5 Pferde, 86 Ochsen, 88 Kühe, 50 Stück Jungvieh, 60 Schafe und 50 Schweine.
Schließlich wurde 1818 mit dem Zweiten Gemeindeedikt die übertriebene Zentralisierung weitgehend rückgängig gemacht und es wurden relativ selbständige Landgemeinden mit eigenem Vermögen gebildet, über das sie frei verfügen konnten. Hierbei kam Dürnsrichtmühle zur Ruralgemeinde Dürnsricht. Die Gemeinde Dürnsricht bestand aus den Ortschaften Dürnsricht mit 48 Familien, Knölling mit 22 Familien und Dürnsrichtmühle mit 3 Familien.
1971 wurde aus den Gemeinden Dürnsricht und Wolfring die Gemeinde Fensterbach gebildet. Sitz der neuen Gemeinde ist Wolfring.
Dürnsrichtmühle gehörte zur Filialkirche Dürnsricht der Pfarrei Pittersberg. Als 1910 Wolfring exponierte Kooperatur wurde, wurde Dürnsricht Filialkirche von Wolfring. Zwischen 1959 und 1961 wurde in Dürnsricht die St. Albertus Magnus Kirche gebaut, die dann 1969 Pfarrkirche der neu errichteten Pfarrei Dürnsricht-Wolfring wurde. 1997 hatte Dürnsrichtmühle 5 Katholiken.

## Einwohnerentwicklung ab 1819
| Jahr | Einwohner  | Gebäude |
| ---- | ---------- | ------- |
| 1819 | 3 Familien | k. A.   |
| 1828 | 10         | 2       |
| 1838 | 14         | 2       |
| 1864 | k. A.      | 8       |
| 1875 | 10         | 13      |
| 1885 | 12         | 1       |
| 1900 | 9          | 1       |
| 1913 | 5          | 1       |

| Jahr | Einwohner | Gebäude |
| ---- | --------- | ------- |
| 1925 | 11        | 2       |
| 1950 | 18        | 2       |
| 1961 | 6         | 1       |
| 1964 | 6         | 1       |
| 1970 | 3         | k. A.   |
| 1987 | 5         | 1       |
| 2011 | 7         | k. A.   |